# Вінона (Міссурі)
Вінона (англ. Winona) — місто (англ. city) в США, в окрузі Шеннон штату Міссурі. Населення — 950 осіб (2020).

## Географія
Вінона розташована за координатами 37°0′15″ пн. ш. 91°19′37″ зх. д. / 37.00417° пн. ш. 91.32694° зх. д. (37.004151, -91.326962).  За даними Бюро перепису населення США в 2010 році місто мало площу 9,86 км², уся площа — суходіл.

### Клімат
| Клімат : Вінона                       | Клімат : Вінона | Клімат : Вінона | Клімат : Вінона | Клімат : Вінона | Клімат : Вінона | Клімат : Вінона | Клімат : Вінона | Клімат : Вінона | Клімат : Вінона | Клімат : Вінона | Клімат : Вінона | Клімат : Вінона | Клімат : Вінона |
| Показник                              | Січ.            | Лют.            | Бер.            | Квіт.           | Трав.           | Черв.           | Лип.            | Серп.           | Вер.            | Жовт.           | Лист.           | Груд.           | Рік             |
| Абсолютний максимум, °C               | 13,3            | 18,3            | 27,8            | 32,8            | 35,0            | 38,9            | 42,2            | 40,6            | 36,1            | 32,2            | 23,3            | 17,8            | 42,2            |
| Середній максимум, °C                 | −4,4            | −1,4            | 9,4             | 16,4            | 21,9            | 29,0            | 31,7            | 31,9            | 25,8            | 18,5            | 6,0             | −3,5            | 6,6             |
| Середній мінімум, °C                  | −16,5           | −14,3           | −4,4            | 0,7             | 5,9             | 16,2            | 18,7            | 18,1            | 9,1             | 2,6             | −4,2            | −15,1           | −6,6            |
| Абсолютний мінімум, °C                | −38,9           | −33,9           | −26,7           | −18,9           | −7,2            | 3,3             | 10,6            | 4,4             | −8,3            | −18,9           | −25             | −36,1           | −38,9           |
| Норма опадів, мм                      | 38              | 35              | 36              | 90              | 123             | 96              | 86              | 84              | 103             | 76              | 73              | 33              | 871             |
| ------------------------------------- | --------------- | --------------- | --------------- | --------------- | --------------- | --------------- | --------------- | --------------- | --------------- | --------------- | --------------- | --------------- | --------------- |
| Джерело: NOAA (extremes 1948–present) |                 |                 |                 |                 |                 |                 |                 |                 |                 |                 |                 |                 |                 |

## Демографія
Згідно з переписом 2010 року, у місті мешкало 1335 осіб у 529 домогосподарствах у складі 358 родин. Густота населення становила 135 осіб/км².  Було 595 помешкань (60/км²).
Расовий склад населення:
| - 96,9 % — білих - 0,8 % — корінних американців - 0,1 % — чорних або афроамериканців - 0,1 % — азіатів |

До двох чи більше рас належало 1,9 %. Частка іспаномовних становила 1,5 % від усіх жителів.
За віковим діапазоном населення розподілялося таким чином: 30,0 % — особи молодші 18 років, 57,0 % — особи у віці 18—64 років, 13,0 % — особи у віці 65 років та старші. Медіана віку мешканця становила 34,1 року. На 100 осіб жіночої статі у місті припадало 98,4 чоловіків;  на 100 жінок у віці від 18 років та старших — 91,8 чоловіків також старших 18 років.
Середній дохід на одне домашнє господарство  становив 34 071 долар США (медіана — 19 953), а середній дохід на одну сім'ю — 40 278 доларів (медіана — 33 438). Медіана доходів становила 31 860 доларів для чоловіків та 18 864 долари для жінок. За межею бідності перебувало 33,9 % осіб, у тому числі 42,0 % дітей у віці до 18 років та 24,3 % осіб у віці 65 років та старших.
Цивільне працевлаштоване населення становило 443 особи. Основні галузі зайнятості: освіта, охорона здоров'я та соціальна допомога — 28,4 %, виробництво — 17,6 %, транспорт — 8,6 %, роздрібна торгівля — 8,1 %.